# Макаров, Александр Иванович (генерал-лейтенант полиции)
Макаров Александр Иванович (род. 14 ноября 1965 г., село Иванково, Рязанская область, РСФСР, СССР) — начальник Главного управления собственной безопасности генерал-лейтенант полиции.
Окончил Юридический институт МВД России по специальности «Правоведение» (1995). За период службы в органах внутренних дел награждён орденом Почета (2000). Служил на различных должностях в ОВД г. Рязани (с 1988). Прошел путь от старшего оперуполномоченного до начальника УБОП УВД Рязанской области (с 1991 по 2005). Указом президента РФ от 30 июля 2012 года был назначен на должность начальника Главного управления собственной безопасности Министерства внутренних дел Российской Федерации.

## Биография
Родился в 1965 г. в Рязанской области.
На службу в органы внутренних дел поступил в 1986 г. курсантом в Чебоксарскую специальную среднюю школу милиции МВД СССР.
В 1995 г. окончил Юридический институт МВД России по специальности «Правоведение». За период службы в органах внутренних дел награждён орденом Почета в 2000 году.
С 1988 г. служил на различных должностях в ОВД Железнодорожного райисполкома г. Рязани.
С 1991 по 2005 г. прошел путь от старшего оперуполномоченного до начальника Управления по борьбе с организованной преступностью УВД Рязанской области. Александр Макаров принимал активное участие в разгроме «слоновской» банды киллеров в Рязани, расследовал преступления тольяттинской «автомобильной» мафии.
В 2005 г. был назначен на должность заместителя начальника Криминальной милиции ГУВД Московской области — начальника Управления по борьбе с организованной преступностью.
С 2008 г. заместитель начальника, начальник Оперативно-розыскного бюро № 2 МВД России.
В 2008 г. награждён именным пистолетом Макарова за раскрытие убийства мэра г. Дзержинского Виктора Доркина.
27 сентября 2010 г. Указом Президента РФ назначен на должность начальника Управления внутренних дел по Зеленоградскому административному округу г. Москвы.
1 июля 2011 г. после прохождения переаттестации Приказом начальника ГУ МВД России по г. Москве Макаров Александр Иванович назначен на должность начальника УВД по Зеленоградскому АО ГУ МВД РФ по г. Москве с присвоением звания «полковник полиции».
12 августа 2011 г. Указом Президента РФ назначен начальником Управления внутренних дел по Северо-Восточному административному округу ГУ МВД России по г. Москве.
Указом Президента РФ от 23 февраля 2012 г. № 227 присвоено специальное звание «генерал-майор полиции».
Указом Президента РФ от 30 июля 2012 г. № 1049 назначен на должность начальника Главного управления собственной безопасности Министерства внутренних дел Российской Федерации.
Указом Президента РФ от 11 июня 2014 г. № 414 присвоено специальное звание «генерал-лейтенант полиции».

## Семья
Женат, имеет двоих детей.

## Звания
- Генерал-майор полиции (23 февраля 2012 года).
- Генерал-лейтенант полиции (11 июня 2014 года).